# Гаплогруппа E (Y-ДНК)
Гаплогруппа E (M96) — гаплогруппа Y-хромосомы человека. Наряду с гаплогруппой D является одной из двух линий древней гаплогруппы DE 68 500 лет назад. В свою очередь, гаплогруппа E 65 200 л. н. делится на два субклада: E1-P147 и E2-M75.

## Происхождение
Гаплогруппа E происходит от мутации Y-хромосомной гаплогруппы DE, произошедшей у мужчины, жившего 65,2 тыс. лет назад. Время жизни общего предка всех живущих носителей Y-хромосомной гаплогруппы E — 53,1 тыс. лет назад (даты определены по снипам компанией YFull).
Согласно ранней гипотезе Семино и др. (Semino et al. 2004), гаплогруппа E возникла в Восточной Африке, о чём говорит плотность концентрации её субкладов на территории Африки сегодня. С другой стороны, Чандрасекар и др. (Chandrasekar et al. 2007) полагают, что тот факт, что все крупные Y-гаплогруппы, происходящие от CT-M168, произошли не из Африки (включая сестринскую для гаплогруппы E гаплогруппу D, встречающуюся только в Азии), заставляет предположить, что E первоначально возникла в Азии и позднее была перенесена в Африку волной обратной миграции из Леванта. По крайней мере частично его заключения основываются на публикации Хаммера и соавторов (Hammer et al. 1997). С другой стороны, данные Хаммера, Карафет и др. (2008) заставили существенно пересмотреть хронологию возникновения Y-гаплогрупп, что «заставляет по-новому интерпретировать географическое происхождение древних подклассов». В частности, они полагают, что гаплогруппа E возникла в Африке около 50 тыс. лет назад (то есть древнее, чем до того считалось), при том, что часть родительской для неё гаплогруппы DE (ставшая предком группы D) покинула Африку ещё около 65 тыс. лет назад, что совпадает с миграцией людей современного типа из Африки. По другой оценке время жизни общего предка всех живущих носителей Y-хромосомной гаплогруппы E (TMRCA) составляет не 54,2 тыс., а ок. 43,8 тыс. лет (Chuan-Chao Wang and Li Hui. 2014), а гаплогруппа DE и супергаплогруппа CT появились вне Африки.
В 2016 году Позник и Андерхилл показали, что Y-хромосомная гаплогруппа E возникла за пределами Африки, а общий предок всех неафриканских линий (TMRCA), в том числе гаплогрупп DE и CF, жил ~ 76 тыс. л. н. После прихода носителей гаплогруппы E в Африку её дифференциация на Чёрном континенте началась 58 тыс. лет назад, по другим оценкам — 65,5 ± 8,5 тыс. лет назад.
Взрывообразный рост числа носителей двух независимых линий субклады E1b1a1a1-M180/P88 (CTS1847, V43) произошёл примерно 5 тыс. лет назад в Африке южнее Сахары. По времени это событие совпадает с зафиксированным археологами резким распространением бантуговорящих племён, у которых гаплогруппа E преобладает. Экспансия носителей гаплогруппы E стёрла значительную часть следов палеолитических и ранненеолитических событий на уровне генетического разнообразия Y-хромосомных линий (гаплогруппы А и В) и на уровне антропологических характеристик населения.

Итого;
1) Потомки DE в период с 68500-65200 обитали на Ближнем Востоке. Это предположение чисто гипотетическое. Кризис 65200 пережили только два перспективных потомка.
2) Предки D c Ближнего востока ушли далеко на восток, в Восточную Азию.
3) Предки Е проникли в Африку. Носитель мутации Е скорее всего проживал в Африке 65200 лет назад.
4) 52300 лет назад произошёл очередной кризис и из всех потомков Е выжило только два, потомки которых и начали распространяться по материку из Восточной Африки.

## Палеогенетика
Субклад E1b1b1a1 (M-78) обнаружен у мехтоидов из марокканского Тафоральта (в том числе субклад E1b1b1a1b1 у образца TAF009 возрастом 14,8—13,9 тыс. л. н.).
Субклад E1b1 обнаружен у представителей эпипалеолитической натуфийской культуры, культуры докерамического неолита B.
E1b1b1b2 определён у энеолитического (4500—3900/3800 гг. до н. э.) образца I1171 из израильской пещеры Пкиин (Peqi’in Cave).
Гаплогруппа E обнаружена у двух представителей культуры кардиальной керамики: из пещеры Avellaner в Каталонии (Испания) — субклад E-V13 (E1b1b1a1b1a) возрастом 5000 лет до нашей эры и из хорватской пещеры Земуника (Zemunica Cave), — субклад E1b1b1a1b1 возрастом 5500 лет до нашей эры.
Гаплогруппа E определена у представителя трипольской культуры из пещеры Вертеба (Тернопольская область).
Гаплогруппа E1b1a2 была обнаружена у обитателя эфиопской пещеры Мота, жившего 4500 лет назад.
У фараона Рамсеса III с высокой долей достоверности Y-хромосомную гаплогруппу оценили по программе-предиктору как E1b1a (M2).
Субклад E1b1b1 (M35/78) обнаружили у мумии из египетского Абусира.
E1b1b1-M35 определили у двух неолитических обитателей Марокко (5300—4800 гг. до н. э.).
E1b1b1a1b1 определили у представителя эль-аргарской культуры (BAS025, 2000—1750 лет до н. э.).
E1b1b1b1 определили у образца UE2298/MS060 из исламского некрополя XI века в городе Сегорбе (Кастельон, Валенсия, Испания).
E1b1b1-M35.1 (по NGS) или E1b1b1a1a2-V13 (предиктор Y-гаплогруппы по NevGen) определили у мужчины из Рубленого города в Ярославле (индивид № 7 из массового захоронения № 76, 1238 год).
E1b1b1a1b1a5a1~-L540 определили у образца KRA005 из Кракауэр-Берга (Krakauer Berg) в Восточной Германии, являющегося наиболее западно-центрально-европейским/германским сдвинутым индивидуумом в группе Krakauer Berg и датирующегося примерно 1400 годом.
E1b1b1b2-PF1961/Z830 определили у жившего 400 лет назад африканца с территории Кении.
E1b1a1a1c1b-M263.2, E1b1a1a1d1-P278.1 (E-M4254), E1b1a1a1c1a1c-CTS8030 определены у трёх рабов (SJN001, SJN002 и SJN003) из Мехико, живших в XVI веке.

## Распространение
E1a и E2 встречаются почти исключительно в Африке, и только лишь E1b1b1-M35.1/PF1944.1 с высокой частотой встречается в Европе и западной Азии, наряду с Африкой. Большинство африканцев субсахарской области (южнее пустыни Сахара) относятся к иным подклассам гаплогруппы E1, чем E1b1b1, тогда как большинство неафриканских носителей E1 относятся как раз к подклассу E1b1b1.

## E*
Неклассифицированная гаплогруппа E* обнаружена у одного южноафриканца и одного мужчины из Западной Индии.

## E1

### E1a
Хотя до сих пор не обнаружено примеров E1*, но её подкласс E1a (M33) чаще всего встречается в Западной Африке, и сейчас имеет наибольшее распространение в регионе Мали. Согласно одному из исследований, гаплогруппа E1a-M33 представлена у 34 % (15 человек из выборки в 44 человека) мужского населения Мали. Гаплогруппа E1a также была обнаружена среди образцов, собранных у марокканских берберов, сахрави, жителей Буркина-Фасо, северного Камеруна, Сенегала, Судана, Египта и Калабрии (как итальянцев, так и албанцев).
Небольшое присутствие (<4 %) гаплогруппы E1a в Северной Африке и Европе обычно связывают с торговлей африканскими рабами.

### E1b
До настоящего времени не обнаружено ни одного случая E1b*. В этом классе доминирует подкласс E1b1 (E-P2 или E-PN2), частота которого намного превышает частоту прочих подклассов. Ещё один подкласс, E1b2 (P75), подкласс E1b, встречается намного реже.

#### E1b1
E1b1, также известная как E-P2 или E-PN2, составляет большинство существующих в настоящее время потомков гаплогруппы E.
Распалась на две гаплогруппы: E1b1b (M215) около 24-27 тыс. лет назад (Cruciani et al. 2004), и позднее E1b1a (L222.1) примерно на 10 тыс. лет позже. Ниже перечислены основные подклассы.

##### E1b1a
E1b1a встречается почти исключительно среди жителей западной, центральной и южной Африки. Это единственная Y-гаплогруппа, являющаяся общей для всей субсахарской Африки, а также для потомков африканских рабов в Америке и на Карибских островах. В других местах она встречается с исчезающе малой частотой, и обычно её наличие объясняется работорговлей, которую вели арабы в средние века.
По расчётам компании YFull E1b1a-V38 образовалась 41300 лет до настоящего времени.
Rosa et al. (2007) предполагают, что гаплогруппа E1b1a возникла в Западной Африке, где наблюдается её наибольшее генетическое разнообразие. Доля гаплогруппы E1b1a в популяциях Западной Африке достигает сейчас 80 %, где она представлена субкладом E1b1a1 (M2).
Гаплогруппа E1b1a2 (M329) является одним из двух нисходящих субкладов гаплогруппы E1b1а и встречается среди 1-3 % жителей Эфиопии и Катара.

##### E1b1b
E1b1b (M215) — наиболее распространённая гаплогруппа Y-хромосомы среди жителей Эфиопии, Сомали, Эритреи и североафриканских берберов и арабов, является одновременно третьей по распространению гаплогруппой в Западной Европе. Также она часто встречается на Ближнем Востоке, откуда она распространилась на Балканы и далее по Европе.
По расчётам компании YFull E1b1b-M215 образовалась 41 500 лет до настоящего времени.
Гаплогруппа E1b1b1-M35 является основным субкладом гаплогруппы E1b1b. Необычно высокую для Европы (41 %) концентрацию E1b1b1 имеет субэтнос пасьего (Кантабрия).

#### E1b2
E1b2 (P75), вероятно, очень малочисленная. Об открытии гаплогруппы E1b2 (P75) было объявлено Hammer и соавторами в 2003 году и подтверждено Karafet и соавторами в 2007 году.

## E2
E2 (M75) встречается в субсахарской Африке, как на востоке, так и на западе. Наиболее высокая концентрация гаплогруппы E2 обнаружена среди народов банту, проживающих в Кении и ЮАР. Со средней частотой эта гаплогруппа наблюдалась у населения Буркины Фасо, хуту и тутси в Руанде, мальгашей на Мадагаскаре, народа фон из Бенина, народа ираку из Танзании, реже — в отдельных койсанских популяциях, в Судане, на севере Камеруна и в Сенегале, а также с небольшой частотой — в Катаре, Омане и у народа оромо в Эфиопии).
С небольшой частотой гаплогруппа E2 встречается в Омане и Катаре (<5 %), а также среди оромо (<2 %), что можно объяснить работорговлей, которую вели арабы, а также экспансией банту.

## Известные представители гаплогруппы E
- Наполеон, Бонапарт[39]
- Рамсес III — с высокой долей недостоверности Y-хромосомную гаплогруппу оценили по программе-предиктору как E1b1a (M2), так как значение DYS392=17 характерно для гаплогруппы Q[18].

### Филогенетическое дерево и карты распространения гаплогруппы Е (Y-ДНК)
- ISOGG 2018 Y-DNA Haplogroup E
- Y-DNA Haplogroup E and Its Subclades from ISOGG 2008
- Map of E1b1b1 distribution in Europe
- Distribution of E1b1a/E3a in Africa
- Frequency Distributions of Y-DNA Haplogroup E and its subclades — with Video Tutorial

### Проекты
- [www.familytreedna.com/public/e3b E1b1b (E3b) Y-DNA Project at FTDNA]
- Haplozone::The E-M35 Phylogeny Project (former E3b Project)
- [www.familytreedna.com/public/JewishE3bProject Jewish E1b1b (E3b) Project at FTDNA]
- Проект «Ytree» дискуссионного форума «Молекулярная генеалогия». Гаплогруппа E.